# Scotopteryx medioprieta
Scotopteryx medioprieta là một loài bướm đêm trong họ Geometridae.